# 忍法破り 必殺
『忍法破り 必殺』（にんぽうやぶりひっさつ）は、1964年12月26日に松竹が配給した、梅津明治郎監督による、戦国時代が舞台の時代劇映画である。忍者映画がブームになっていたことから製作された。梅津明治郎初監督作品である。殺陣シーンは、少林寺拳法を織り込んだものとなっている。

## あらすじ
足軽の斎藤孫兵衛は、楽天的な男で、城は敵兵たちに囲まれ、城内では評定が開かれていたが、酒を煽り酔っていた。城主は自決、家臣らは、遺児の小太郎を落ち延びさせ、再起を目指す計画を立てていたが、家老は影で裏切る準備をしていた。孫兵衛は、榎戸半九郎という忠臣から小太郎を護衛する様に命じられたが、孫兵衛はそそくさと城から逃走する。その後、図らずも小太郎に出くわし、小太郎に従う美しい女に目を奪われた孫兵衛は、護衛として小太郎たちに加わる。裏切り者の家老は、忍者たちに小太郎たちを追わせ、小太郎の腰元も裏切っていたことから、簡単に襲撃を許すが、これを撃退することに成功。しかしその後も、追手は執拗に小太郎と孫兵衛を追い詰める。

## 配役
- 長門勇 : 斎藤孫兵衛
- 路加奈子 : 多裳
- 竹脇無我 : 栗田兵七郎
- 曽我廼家明蝶 : 巌修寺の和尚
- 葵京子 : 丹下奥方
- 山東昭子 : 巌修寺のかえで
- 佐治田恵子 : 折目
- 堀雄二 : 丹下忠勝
- 山路義人[2]
- 小林重四郎[2]
- 増田順司[2]
- 島米八[2]
- 片岩正明 : 伊沢小太郎
- 名和宏 : 大隅市膳
- 大瀬康一 : 少林寺拳法秋葉
- 丹波哲郎 : 榎戸半九郎

## スタッフ
- 監督 : 梅津明治郎
- 製作 : 小角恒雄
- 撮影 : 小辻昭三
- 美術 : 倉橋利韶
- 音楽 : 阿部皓哉
- 編集 : 太田和夫
- 原作 : 犬塚稔
- 脚本 : 元持栄美、舟木文彬
- 日本少林寺拳法 : 原田公臣[2]
- 殺陣 : 三原博[2]

## 併映作品
- 『馬鹿が戦車でやって来る』: 山田洋次監督